# اندیس کوره - سرچشمه آهندان
کوره - سرچشمه آهندان(کمپلکس فلزی) یک اندیس فلزی است که در  استان گیلان قرار دارد و مادهٔ معدنی موجود در آن، پلی متال است.سنگ میزبان این اندیس پرکامبرین است  